# Agraulis margineaperta
Agraulis margineaperta är en fjärilsart som beskrevs av Gunder 1928. Agraulis margineaperta ingår i släktet Agraulis och familjen praktfjärilar. Inga underarter finns listade i Catalogue of Life.